# Борис Проевски
Борис Ташков Проевски (Пройовски) е български лекар и революционер, деец на Вътрешната македоно-одринска революционна организация.

## Биография
Борис Проевски е роден на 1 февруари 1879 година в ресенското село Янковец, тогава в Османската империя. В 1899 година завършва с третия випуск класическия отдел на Солунската българска мъжка гимназия, след което до 1908 година преподава в Ресен и успоредно с това е секретар на Ресенския околийски комитет на ВМОРО. През Илинденско-Преображенското въстание е четник при Славейко Арсов и Спиро Олчев, а след потушаването му повторно учителства. Преподава в Охрид.
През 1909 година заминава за Одеса, където следва медицина в Новоросийския университет в Одеса, Русия. Прекъсва учението си при обявяването на Балканската война и се записва доброволец в Македоно-одринското опълчение като служи като лекар в лазарета на МОО и в 14 воденска дружина.
След войните се връща в Одеса и завършва образованието си. През Първата световна война служи като лекар в 64 пехотен полк на 11 дивизия. Награден е от Фердинанд I с орден „Свети Александър“ със сребърен кръст и мечове. За бойни отличия и заслуги във войната е награден с орден „За военна заслуга“. През 1919 г. е уволнен от служба.
След войната се установява в Горна Джумая, където работи като лекар. Проевски е сред основателите на Македоно-одринското опълченско дружество, председател на Дружеството за защита на децата, на Ловното дружество и подпредседател на горноджумайското читалище. След убийството на Александър Протогеров се обявява против крилото на Иван Михайлов, осъден е на смърт и е пребит и осакатен от негови привърженици пред дома му.
След Деветосептемврийския преврат в 1944 година е подложен на репресии от милицията.
Борис Проевски умира на 30 януари 1961 година в Благоевград. Личните му архиви се съхраняват в „Държавен архив - Благоевград“. На негово име е кръстена улица в Благоевград.
- Диплома от Солунската българска мъжка гимназия
- Грамота за награждаване на македоно-одринския опълченец Борис Проевски със сребърен кръст с мечове на ордена „Свети Александър“
- Свидетелство, подписано от министър Теодоси Даскалов, на д-р Борис Проевски за награждаването му с възпоменателен медал за участие в Балканските войни, 20 март 1939 г.
- Заявление от д-р Борис Т. Проевски за членство в Македоно-одринското опълченско дружество в Горна Джумая. Горна Джумая, 30 май 1934 г.
- Диплома от Македоно-одринското опълчение на Борис Проевски